# 回归土地
回归土地，又称“根基主义”（俄语：Почвенничество）是19世纪晚期俄罗斯的文学、社会和哲学运动，与斯拉夫派联系紧密。知名参与者包括尼古拉·丹尼列夫斯基、康斯坦丁·列昂季耶夫。作家陀思妥耶夫斯基也对相关观点表示赞同。